# 時間機器 (小說)
《时间机器》（英語：The Time Machine）是英国著名小说家赫伯特·乔治·威尔斯在1895年发表的一部科幻小说。这本书也是威尔斯的第一部科幻小说。有评论家将这本书的出版认定为“科幻小说诞生元年”。
2002年，本作被改编为同名电影。

## 内容提要
作品描述一位科学家通过时间旅行机器来到公元802701年。这时的地球到处是宫殿式建筑。人类进化为两类：
- 艾洛伊人（英语：Eloi）是生活在地面上的人。他们体态娇小柔弱，衣着华丽，不思劳动，过度追求安逸的生活，智力、体能都发生了退化。
- 莫洛克人（英语：Morlock）是生活在地下的人类。他们外形像白色的猴子，眼睛灰红色，头发浅黄。他们习惯于黑暗，怕光怕火，只能在夜间才能到地面上活动。他们在地下为艾洛伊人生产各种物品，但是他们的食品却是艾洛伊人。

来到未来的科学家好奇的闯入了莫洛克的地下世界，结果被莫洛克追赶，最后历经艰险终于逃离。

## 意义和影响
这部小说将优雅的贵族描写为被莫洛克饲养的畜牲，而且还被当作食物。展示了人类退化的阴森景象。许多人认为是讽刺了当时资本家的腐朽生活方式以及工人阶级被迫劳动的现象。
《时间机器》並不是第一次提出了“时间旅行”的概念。但威尔斯在这部开创性的小说开头，进行了大篇幅的科学哲理讨论，为的是帮助读者“克服不可能心理”。而这种“如果某种科学技术得以实现，那么未来将......”的开篇方式，成了科幻小说的一种经典范例。“時間機器”（time machine）一詞也是由此流行起來的。